# Jasień (Wieluń)
Pour les articles homonymes, voir Jasień.
Jasień est une localité polonaise de la gmina d'Osjaków, située dans le powiat de Wieluń en voïvodie de Łódź.